# Stanley Cup 1989
La finale della Stanley Cup 1989 è stata una serie al meglio delle sette gare che ha determinato il campione della National Hockey League per la stagione 1988-89. Al termine dei playoff i Montreal Canadiens, campioni della Prince of Wales Conference, si sfidarono contro i Calgary Flames, campioni nella Clarence S. Campbell Conference. I Flames nella serie finale di Stanley Cup usufruirono del fattore campo in virtù del maggior numero di punti ottenuti nella stagione regolare, 117 punti contro i 101 dei Canadiens. La serie iniziò il 14 maggio e finì il 25 maggio con la conquista da parte dei Flames della Stanley Cup per 4 a 2.
I Flames diventarono la prima franchigia della NHL capace di vincere una Stanley Cup dopo essersi trasferita da un'altra città; infatti la squadra nacque nel 1972 come Atlanta Flames. Da allora altre quattro squadre vi riuscirono: i New Jersey Devils, i Colorado Avalanche, i Dallas Stars e i Carolina Hurricanes. I Flames raggiunsero nuovamente le finali nel 2004 dove furono sconfitti dai Tampa Bay Lightning; in quel lasso di tempo la squadra non vinse più alcuna serie di playoff. Sia Montréal che Calgary furono le uniche due squadre capaci di vincere un titolo negli anni 1980 oltre ai New York Islanders e agli Edmonton Oilers.
Al termine della serie il difensore canadese Al MacInnis fu premiato con il Conn Smythe Trophy, trofeo assegnato al miglior giocatore dei playoff.

## Contendenti

### Montreal Canadiens
I Montreal Canadiens conclusero la stagione regolare vincendo l'Adams Division con 101 punti. Al primo turno superarono per 4-0 gli Hartford Whalers, mentre in finale di Division sconfissero i Boston Bruins per 4-1. Nella finale della Conference affrontarono i Philadelphia Flyers, vincitori della Patrick Division, e li superarono per 4-2.

### Calgary Flames
I Calgary Flames conclusero la stagione regolare conquistando la Smythe Division con 117 punti che valsero loro anche la vittoria del Presidents' Trophy. Al primo turno sconfissero i Vancouver Canucks, per 4-3, mentre in finale di division superarono per 4-0 i Los Angeles Kings. In finale di Conference sconfissero per 4-1 i campioni della Norris Division, i Chicago Blackhawks.

## Serie

### Gara 1
| Calgary 14 maggio 1989                                                                           | Montreal Canadiens | 2 – 3 (2-2; 0-1; 0-0) referto      | Calgary Flames | Olympic Saddledome (20.062 spett.) |
| \| \| \| \| \| Richer 02:43 Robinson 10:02 \| Marcatori \| 06:51, 08:43 MacInnis 31:45 Fleury \| |                    |                                    |                |                                    |
|                                                                                                  |                    |                                    |                |                                    |
| Richer 02:43 Robinson 10:02                                                                      | Marcatori          | 06:51, 08:43 MacInnis 31:45 Fleury |                |                                    |

### Gara 2
| Calgary 17 maggio 1989                                                                                                 | Montreal Canadiens | 4 – 2 (1-0; 1-2; 2-0) referto | Calgary Flames | Olympic Saddledome (20.062 spett.) |
| \| \| \| \| \| Robinson 04:18 Smith 21:55 Chelios 48:01 Courtnall 49:35 \| Marcatori \| 25:14 Nieuwendyk 33:49 Otto \| |                    |                               |                |                                    |
| |                    |                               |                |                                    |
| Robinson 04:18 Smith 21:55 Chelios 48:01 Courtnall 49:35                                                               | Marcatori          | 25:14 Nieuwendyk 33:49 Otto   |                |                                    |

### Gara 3
| Montréal 19 maggio 1989                                                                                                 | Calgary Flames | 3 – 4 (d.t.s.) (1-1; 1-0; 1-2; 0-0; 0-0) referto    | Montreal Canadiens | Forum de Montréal (17.899 spett.) |
| \| \| \| \| \| Mullen 17:15, 35:35 Gilmour 53:02 \| Marcatori \| 01:32 McPhee 41:36 Smith 59:19 Näslund 98:08 Walter \| |                |                                                     |                    |                                   |
| |                |                                                     |                    |                                   |
| Mullen 17:15, 35:35 Gilmour 53:02                                                                                       | Marcatori      | 01:32 McPhee 41:36 Smith 59:19 Näslund 98:08 Walter |                    |                                   |

### Gara 4
| Montréal 21 maggio 1989                                                                                          | Calgary Flames | 4 – 2 (0-0; 2-0; 2-2) referto | Montreal Canadiens | Forum de Montréal (17.907 spett.) |
| \| \| \| \| \| Gilmour 31:56 Mullen 38:43, 59:49 MacInnis 58:22 \| Marcatori \| 50:59 Courtnall 59:33 Lemieux \| |                |                               |                    |                                   |
| |                |                               |                    |                                   |
| Gilmour 31:56 Mullen 38:43, 59:49 MacInnis 58:22                                                                 | Marcatori      | 50:59 Courtnall 59:33 Lemieux |                    |                                   |

### Gara 5
| Calgary 23 maggio 1989                                                                           | Montreal Canadiens | 2 – 3 (1-3; 1-0; 0-0) referto          | Calgary Flames | Olympic Saddledome (20.062 spett.) |
| \| \| \| \| \| Smith 13:24 Keane 34:17 \| Marcatori \| 00:28 Otto 08:15 Mullen 19:31 MacInnis \| |                    |                                        |                |                                    |
|                                                                                                  |                    |                                        |                |                                    |
| Smith 13:24 Keane 34:17                                                                          | Marcatori          | 00:28 Otto 08:15 Mullen 19:31 MacInnis |                |                                    |

### Gara 6
| Montréal 25 maggio 1989                                                                                         | Calgary Flames | 4 – 2 (1-0; 1-1; 2-1) referto | Montreal Canadiens | Forum de Montréal (17.909 spett.) |
| \| \| \| \| \| Patterson 18:51 McDonald 24:24 Gilmour 51:02, 58:57 \| Marcatori \| 21:23 Lemieux 51:53 Green \| |                |                               |                    |                                   |
| |                |                               |                    |                                   |
| Patterson 18:51 McDonald 24:24 Gilmour 51:02, 58:57                                                             | Marcatori      | 21:23 Lemieux 51:53 Green     |                    |                                   |

## Roster dei vincitori
| Vincitori della Stanley Cup 1989 Calgary Flames | Portieri: Mike Vernon, Rick Wamsley Difensori: Al MacInnis (A), Brad McCrimmon, Dana Murzyn, Ric Nattress, Gary Suter, Jamie Macoun, Rob Ramage Attaccanti: Joe Mullen, Lanny McDonald (C), Gary Roberts, Colin Patterson, Håkan Loob, Theoren Fleury, Jiří Hrdina, Tim Hunter (A), Mark Hunter, Jim Peplinski (C), Joe Nieuwendyk, Brian MacLellan, Joel Otto, Doug Gilmour Staff Tecnico: Terry Crisp (Allenatore), Doug Risebrough (Ass. allenatore), Tom Watt (Ass. allenatore) |